# Liste der Naturdenkmale in Freital
Die Liste der Naturdenkmale in Freital nennt die Naturdenkmale in Freital im sächsischen Landkreis Sächsische Schweiz-Osterzgebirge.

## Definition
„Naturdenkmäler sind rechtsverbindlich festgesetzte Einzelschöpfungen der Natur oder entsprechende Flächen bis zu fünf Hektar, deren besonderer Schutz erforderlich ist
1. aus wissenschaftlichen, naturgeschichtlichen oder landeskundlichen Gründen oder
2. wegen ihrer Seltenheit, Eigenart oder Schönheit.“

„§ 18 – Naturdenkmäler – (zu § 28 BNatSchG)
(1) Die Erklärung nach § 22 Abs. 1 BNatSchG von Teilen von Natur und Landschaft als Naturdenkmal erfolgt durch Rechtsverordnung oder Einzelanordnung.
(2) Über § 28 Abs. 1 BNatSchG hinaus können Naturdenkmäler zur Sicherung von Lebensgemeinschaften oder Lebensstätten von im Bestand gefährdeten oder streng geschützten Arten festgesetzt werden.“

## Liste
Link zu einem Kartenansichtstool, um Koordinaten zu setzen.
| Bild                          | Bezeichnung                                                                                         | Lage                                                          | Beschreibung                                        | Datum                        | Nummer  |
| ----------------------------- | --------------------------------------------------------------------------------------------------- | ------------------------------------------------------------- | --------------------------------------------------- | ---------------------------- | ------- |
| mehr Fotos \| Fotos hochladen | „Pesteiche“ in Oberpesterwitz (Quercus robur)                                                       | Oberpesterwitz (51° 1′ 36,8″ N, 13° 38′ 58,7″ O)              |                                                     | 1, 2, 4, 5                   | wrk 015 |
| BW                            | Vier Edelkastanien im ehemaligen Gutsgarten an der Straße nach Rabenau (Castanea sativa)            | Coßmannsdorf (50° 58′ 25,7″ N, 13° 37′ 49″ O)                 |                                                     | 1, 3, 4                      | wrk 040 |
| BW                            | Stieleiche an der alten Spinnerei in Freital-Coßmannsdorf (Quercus robur)                           | Coßmannsdorf (50° 58′ 29,3″ N, 13° 37′ 17,1″ O)               |                                                     | 4, 5                         | wrk 041 |
| BW                            | Rotbuche aus dem 18. Jahrhundert (Fagus sylvatica)                                                  | Coßmannsdorf (50° 58′ 48,6″ N, 13° 37′ 12,1″ O)               |                                                     | 1, 2, 3, 4, 5                | wrk 042 |
| BW                            | Stieleiche an der Weinbergsiedlung in Freital-Hainsberg (Quercus robur)                             | Hainsberg (50° 59′ 19,8″ N, 13° 37′ 28″ O)                    |                                                     | 5                            | wrk 044 |
| BW                            | Stieleiche (sogenannte „Grenzeiche“) im Grünen Tälchen am Hammerbach Oberpesterwitz (Quercus robur) | Oberpesterwitz; Potschappel (51° 1′ 20,2″ N, 13° 38′ 13,8″ O) |                                                     | 4, 5                         | wrk 059 |
| BW                            | Winterlinde am Lindenweg zwischen Kleinopitz und Unterweissig (Tilia cordata)                       | Saalhausen (51° 0′ 19,3″ N, 13° 36′ 22,5″ O)                  |                                                     | 5                            | wrk 063 |
| BW                            | Eibe im Pfarrgarten in Somsdorf (Taxus baccata)                                                     | Somsdorf (50° 58′ 31,5″ N, 13° 36′ 8,7″ O)                    | - Alter: ca. 200 Jahre - Höhe: 12 m - Umfang: 1,8 m | 2, 3, 4, 5                   | wrk 064 |
| BW                            | Zwei Stieleichen am Eingang zum Friedhof Somsdorf (Quercus robur)                                   | Somsdorf (50° 58′ 38,8″ N, 13° 36′ 13,1″ O)                   |                                                     | 2, 5                         | wrk 065 |
| BW                            | Zwei Stieleichen am Eingang zum Friedhof Somsdorf (Quercus robur)                                   | Somsdorf (50° 58′ 38,5″ N, 13° 36′ 12,5″ O)                   |                                                     | 2, 5                         | wrk 065 |
| BW                            | Traubeneiche in der Ortsmitte Somsdorf (Quercus petraea)                                            | Somsdorf (50° 58′ 31,6″ N, 13° 36′ 14,4″ O)                   |                                                     | 2, 5                         | wrk 066 |
| mehr Fotos \| Fotos hochladen | Sommerlinde an der Zöllmener Straße in Wurgwitz (Tilia platyphyllos)                                | Wurgwitz (51° 1′ 39,5″ N, 13° 37′ 31,4″ O)                    |                                                     | 2, 4, 5                      | wrk 069 |
| BW                            | Quelle "Schafborn" bei Oberpesterwitz                                                               | Oberpesterwitz (51° 1′ 3,6″ N, 13° 39′ 44,4″ O)               | Quelle                                              | ND-Bestandskartei 24.02.1961 | wrk 082 |
| BW                            | Quelle "Böhlbrunnen" nördlich Wurgwitz                                                              | Wurgwitz (51° 1′ 41″ N, 13° 37′ 40,1″ O)                      | Quelle                                              | ND-Bestandskartei 24.02.1961 | wrk 083 |
| BW                            | Quelle des Kaitzbaches westlich Kleinnaundorf                                                       | Kleinnaundorf (50° 59′ 48,2″ N, 13° 41′ 4,2″ O)               | Quelle                                              | ND-Bestandskartei 24.02.1961 | wrk 084 |
| BW                            | Gelber Fingerhut Deuben                                                                             | Deuben (50° 59′ 40,3″ N, 13° 37′ 49,7″ O)                     |                                                     |                              | WRK 025 |
| BW                            | Gelber Fingerhut Deuben                                                                             | Deuben (50° 59′ 41,1″ N, 13° 37′ 41,5″ O)                     |                                                     |                              | WRK 025 |
| mehr Fotos \| Fotos hochladen | Halbtrockenrasen westlich der Winzerei                                                              | Pesterwitz (51° 1′ 36,3″ N, 13° 38′ 38,1″ O)                  |                                                     |                              | WRK 041 |
| BW                            | Remise und Schlehdornhecke Niederhermsdorf                                                          | Niederhermsdorf (51° 1′ 28,4″ N, 13° 36′ 8,6″ O)              |                                                     |                              | WRK 062 |
| BW                            | Remise und Schlehdornhecke Niederhermsdorf                                                          | Niederhermsdorf (51° 1′ 31,1″ N, 13° 36′ 8,1″ O)              |                                                     |                              | WRK 062 |
| mehr Fotos \| Fotos hochladen | Ehemalige Sauerkirschplantage Pesterwitz                                                            | Pesterwitz (51° 1′ 17,2″ N, 13° 39′ 32,4″ O)                  |                                                     |                              | WRK 063 |
| BW                            | Grünes Tälchen / Kirschberg                                                                         | Kohlsdorf, Oberpesterwitz (51° 1′ 28,4″ N, 13° 38′ 1,1″ O)    |                                                     |                              | WRK 082 |
| mehr Fotos \| Fotos hochladen | Zwei Feldraine mit Hochhecken in Pesterwitz                                                         | Pesterwitz (51° 1′ 21,3″ N, 13° 39′ 36,2″ O)                  |                                                     |                              | WRK 083 |
| mehr Fotos \| Fotos hochladen | Zwei Feldraine mit Hochhecken in Pesterwitz                                                         | Pesterwitz (51° 1′ 22,6″ N, 13° 39′ 26,8″ O)                  |                                                     |                              | WRK 083 |
| mehr Fotos \| Fotos hochladen | Pesterwitzer Weinberg                                                                               | Pesterwitz (51° 1′ 35,4″ N, 13° 38′ 49,1″ O)                  |                                                     |                              | WRK 084 |
| mehr Fotos \| Fotos hochladen | Müllerscher Weinberg                                                                                | Pesterwitz (51° 1′ 33,3″ N, 13° 39′ 2,4″ O)                   |                                                     |                              | WRK 085 |

Das Nummernschema des Landkreises unterscheidet
- Einzelnaturdenkmal = Kleinbuchstaben (wrk 001 Babisnauer Pappel; …)
- Flächennaturdenkmal = Großbuchstaben (WRK 001 Kugelpechstein; …)

## Ehemalige Naturdenkmale
Link zu einem Kartenansichtstool, um Koordinaten zu setzen.
| Bild | Bezeichnung                                                                      | Lage                                            | Beschreibung | Datum   | Nummer  |
| ---- | -------------------------------------------------------------------------------- | ----------------------------------------------- | ------------ | ------- | ------- |
| BW   | Blutbuche am Clemens-Hanusch-Weg in Freital-Niederhäslich (Fagus sylvatica var.) | Niederhäslich (50° 59′ 3,4″ N, 13° 39′ 59,3″ O) |              | 3, 4, 5 | wrk 102 |